# 津軽一統志
津軽一統志（つがるいっとうし）は、弘前藩（津軽藩）が編纂した官撰史書。1731年（享保16年）刊行、全10巻（首巻・附巻除く）。

## 概要
1727年（享保12年）、弘前藩5代藩主津軽信壽が重臣喜多村政方に命じて編纂が進められるが、2年後に政方が急逝したために桜庭正盈・相坂則武・伊東祐則の3名が引き継いだ。彼らは藩内の旧家・寺社の古文書を蒐集するとともに、津軽為信の津軽統一に従った家あるいは為信と敵対して後に津軽氏に従った家に対して史料の提出を求めている。
大浦光信が南部氏に種里城を与えられてから、先代藩主津軽信政までの250年間余りの歴史を編年体にて記し、特に津軽藩祖である為信の津軽統一の事績を6巻（巻2-7）にわたって記し、また信壽の父である信政の名君ぶりと寛文蝦夷蜂起の際に松前藩を助けて江戸幕府から高く評価されたことを強調（巻9後半-10巻）している。
「全巻に編者たちの公正な姿勢と苦労のあとがうかがわれる見事な史書である」とする評価がある反面、「一定の潤色が見られ、記述をそのままに受け取れない」とする評価もみられる。